# Коралловый берег
Заповедник «Коралловый берег» (ивр. חוף האלמוגים‎ — «Хоф Альмогим») — охраняемый участок Красного моря.
Расположен в территориальных водах Израиля. Эйлатский коралловый риф, тянущийся на 1200 метров вдоль берега моря, является единственным в Израиле. Коралловый риф находится в 20 м от берега, в неглубокой лагуне, и является одним из наиболее северных рифов в мире. Он состоит из одной стены кораллов, спускающейся на глубину 3—4 метров, за которой расстилается песчаная полоса с двумя огромными скалами, и ещё одной коралловой стены — отвесной, уходящей на глубину около 35 метров.
В водах рифа насчитывается около 270 видов кораллов, служащих домом по меньшей мере 2500 видам представителей морской фауны (часть из них эндемична).
В районе Кораллового рифа есть несколько мест, доступных любителям подводного плавания: скалы Иисус и Моисей, до которых можно добраться по мосту в северной части заповедника, и «Японские сады» в южной части, простирающиеся на 500 метров в длину и уходящие в глубину двумя ступенями, которые являются самым крупным и наиболее охраняемым местом для подводного плавания в Эйлате. Поскольку коралловый риф — это весьма сложная и чувствительная экосистема, в заповеднике строго следят за количеством ныряльщиков на территории рифа и выполнением всех правил, поддерживающих экологический баланс.